# Площадь и памятник сексуального разнообразия

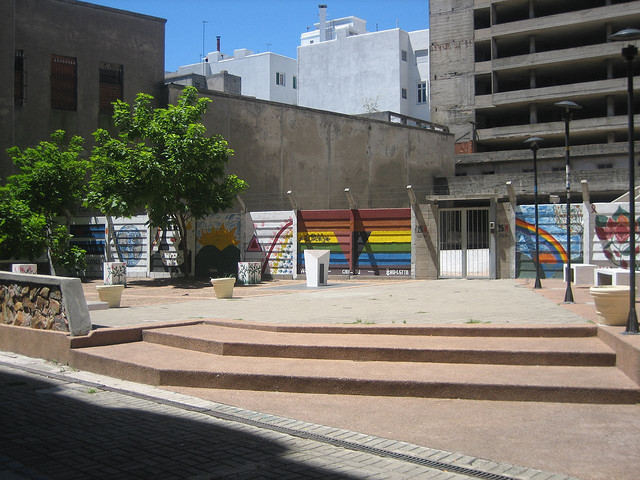
Площадь и памятник сексуального разнообразия

Площадь и памятник сексуального разнообразия (исп. Plaza y monolito de la diversidad sexual) — мемориальный комплекс в Монтевидео, посвящённый чествованию сексуального разнообразия и памяти жертв преследования по признаку сексуальной ориентации и гендерной идентичности.
Площадь располагается в старом городе в проулке Старой Полиции на пересечении улиц Саранди и Бартоломе Митре, примерно на равном расстоянии от Кафедрального собора и Площади независимости. Проект памятника был реализован всего за несколько месяцев. Официальное торжественное открытие комплекса состоялось 2 февраля 2005 года в присутствии мэра Монтевидео Мариано Арана (Mariano Arana), ЛГБТ-активистов, правозащитников (Международная амнистия и т. д.) и гостей, среди которых был, в частности, Эдуардо Галеано.
Памятник представляет собой трёхгранную призму высотой приблизительно один метр, косо усечённую сверху. Призму венчает плита из розового гранита с чёрными прожилками, имеющая форму равностороннего треугольника, — в напоминание того, что розовый и чёрный треугольники были метками геев и лесбиянок в нацистских концлагерях. На плиту нанесена памятная надпись:

«Чествование разнообразие есть чествование жизни. Монтевидео в знак уважения всех видов сексуальной идентичности и ориентации. 2005 год».
Оригинальный текст (исп.)«Honrar la diversidad es honrar la vida. Montevideo por el respeto a todo género de identidad y orientación sexual. Año 2005»